# Youssef Tazi
Pour les articles homonymes, voir Tazi.
 (avril 2013).
Si vous disposez d'ouvrages ou d'articles de référence ou si vous connaissez des sites web de qualité traitant du thème abordé ici, merci de compléter l'article en donnant les références utiles à sa vérifiabilité et en les liant à la section « Notes et références ».
Youssef Tazi est un homme d'affaires et homme politique marocain. Il a été député au parlement de 1997 à 2009.

## Biographie

### Parcours universitaire
Youssef Tazi démarre son cursus scolaire et universitaire par des études primaires et secondaires à l’école M'Hammed Guessous de Rabat. Après un bref passage par le Lycée Hassan-II, il termine le second cycle du secondaire au lycée Descartes de Rabat où il obtient son bac C en 1976 avec Mention. Il intègre par la suite, l'École nationale des ponts et chaussées de Paris après son passage par les classes préparatoires au lycée Saint-Louis à Paris. En 1982, il obtient son diplôme d'ingénieur option hydraulique. Il s'accorde ensuite une année sabbatique passée à Londres, et met à profit son séjour pour perfectionner sa connaissance de la langue anglaise, et entreprendre des stages de formation dans plusieurs grandes entreprises.

### Parcours professionnel
Youssef Tazi est le PDG de la Holding CCGT (Consortium pour les Canalisations, les Granulats et les Travaux), groupe multi-métiers, employant plus de 700 personnes et qui est spécialisée dans l'industrie des canalisations, l'exploitation de carrières de granulats et les travaux de BTP. Youssef Tazi a été le pionnier de la jeune génération d'entrepreneurs, ayant permis à plusieurs entreprises marocaines de travailler en Afrique de l'Ouest. Il a réalisé d'importants chantiers de barrages, de routes et d’aménagements hydro-agricoles en Guinée et au Sénégal. 
À ce titre, Youssef TAZI a reçu plusieurs distinctions et décorations. Il a été fait Chevalier du Mérite par Feu SM Hassan II, pour la construction d'un tronçon routier au Sahara (Boujdour - Dakhla), et a également été décoré de la plus haute distinction faite aux étrangers au Sénégal, qui est la grande distinction du Lion, par le Président Wade, pour avoir réalisé un important chantier hydro-agricole près de Saint Louis.
En marge de ses activités, il représentait les hommes d’affaires à la Chambre des Conseillers sous l’étiquette du Parti de l'Istiqlal, dont le président de groupe au Parlement était son père, Abdelhak Tazi. Il est membre de plusieurs associations professionnelles, également membre de la Chambre de Commerce Industrie et Service de RABAT et membre de la CGEM {patronat ]